# ماکائو ۸۴۲۳
سیارک ۸۴۲۳ (به انگلیسی: 8423 Macao، نامگذاری:1997AO22) هشت هزار و چهارصد و بیست و سومین سیارک کشف شده‌است که در ۱۱ ژانویه ۱۹۹۷ کشف شد.
قدر مطلق سیارک برابر ۱۳٫۴۰ است.